# Rolf Rohrberg

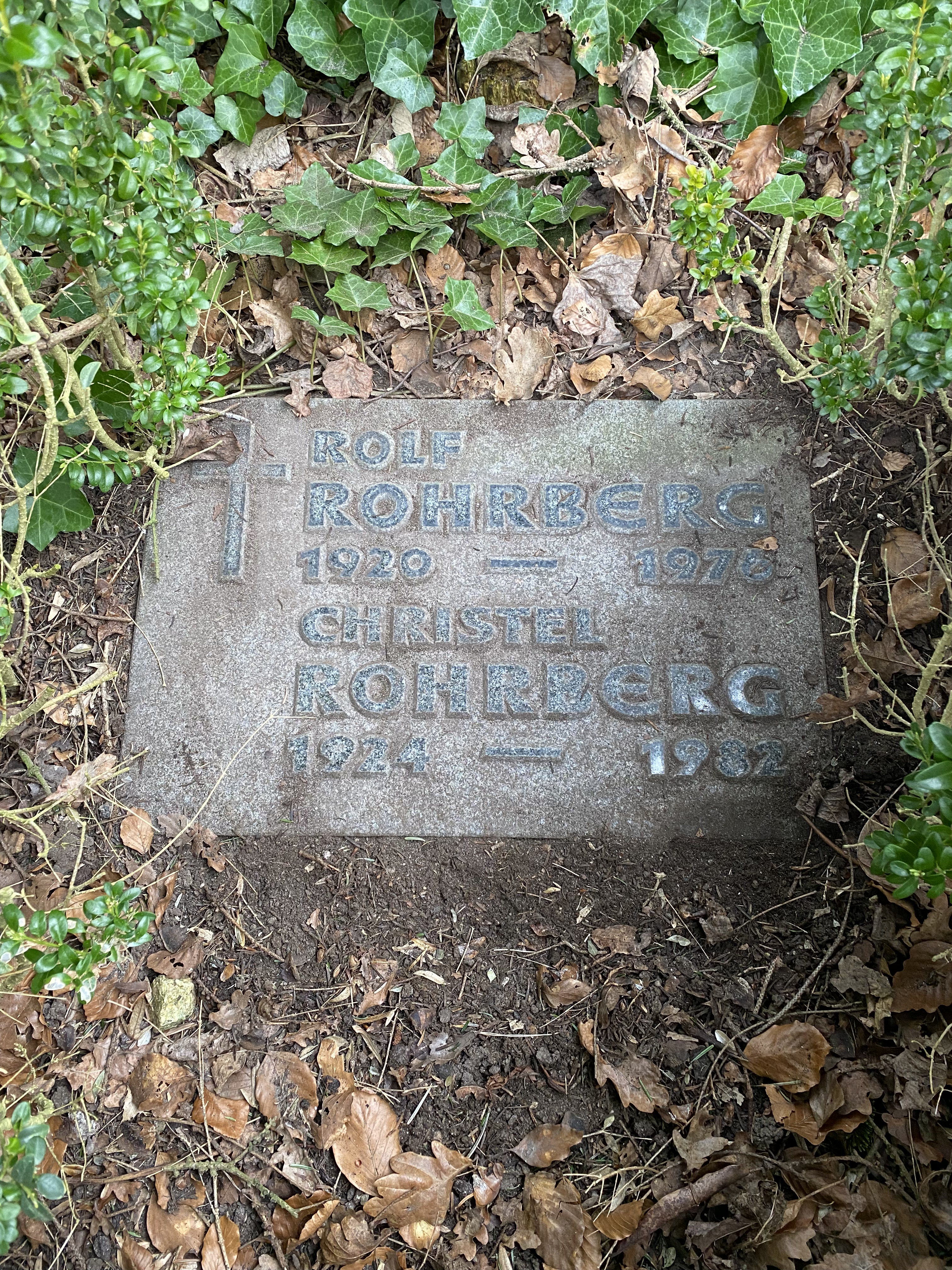
Grabstätte auf dem Friedhof Ohlsdorf im Planquadrat Bk 61

Rolf Rohrberg (* 26. Dezember 1920 in Braunschweig; † 20. Februar 1976 in Hamburg) war ein deutscher Fußballspieler und -trainer.

## Spielerkarriere

### Vereine
Der Rechtsaußen Rohrberg begann seine Karriere bei der Werkself der Büssing AG in Braunschweig. 1939 schloss er sich dem VfB Peine an, für den er in den folgenden Jahren nur gelegentlich spielen konnte, da er bald Soldat wurde.
Als Kriegsgastspieler wurde er in Ostpreußen mit dem VfB Königsberg 1940 auf Anhieb Gaumeister. Dadurch wurde die Qualifikation für die Endrunde um die Deutsche Meisterschaft erreicht, in der Rohrberg jedoch nicht zum Einsatz kam. Somit konnte er auch nicht verhindern, dass Königsberg nur wegen zwei weniger erzielten Treffern sich hinter SC Union Oberschöneweide einreihen musste, und so die Gruppenphase nicht überstand.
Anschließend gastierte Rohrberg beim LSV Stettin und auch dort hatte er umgehend Erfolg. So wurde 1941 die Gaumeisterschaft Pommern gefeiert. Allerdings wurde erneut das Überstehen der Gruppenphase bei der Meisterschaftsendrunde 1941 verpasst. Trotz dreier Tore Rohrbergs in vier Einsätzen musste man sich mit einem Punkt hinter Vorwärts-Rasensport Gleiwitz mit dem zweiten Platz zufriedengeben.
In Stettin spielte Rohrberg ungefähr eine Saison lang, ab 1941 wirkte er dann sporadisch bei Hertha BSC mit. Bei den Berlinern kam der Braunschweiger in der Liga in drei Jahren zu nur fünf Einsätzen, in denen ihm immerhin drei Tore gelangen. Im Tschammerpokal 1943 lief es für ihn persönlich dann umso besser und er erzielte sieben Tore in zwei Spielen, wobei seine sechs Tore beim 11:2-Vorrunden-Sieg über den SC Union Oberschöneweide herausragten. Nach zwei titellosen Saisons gelang Rohrberg dann 1944 der Gewinn der Gaumeisterschaft Berlin-Brandenburg. In der dadurch erreichten Endrunde um die Deutsche Meisterschaft war erst im Viertelfinale gegen den HSV Groß Born Endstation, obwohl Rohrberg zwei Tore bei der 2:3-Niederlage erzielte.
Als gegen Kriegsende in Berlin an Fußball nicht mehr zu denken war, gelang es Rohrberg, über Hamburg wieder nach Braunschweig zurückzufinden. Das Archiv des Hamburger SV verzeichnet einen Einsatz des Gastes in einem Privatspiel am 29. April 1945, in dem er drei Tore erzielte. Mit dem 8. Mai kam Alles zum Erliegen. Die Gauklasse Hamburg hatte ihren Spielbetrieb noch vorher fast regulär beenden können.
Ab dem Frühjahr 1946 kickte Rohrberg dann bei Eintracht Braunschweig, bevor er 1949 erneut und nun für eine längere Phase zum Hamburger SV wechselte. Von Beruf Lehrer, konnte er kein Vertragsspieler werden, sondern blieb Amateur. Mit dem HSV triumphierte er dreimal in Folge in der Oberliga Nord und qualifizierte sich so jeweils für die DM-Endrunde. Nachdem 1950 im Viertelfinale bei Kickers Offenbach eine 2:0-Pausenführung nicht verteidigt werden konnte und die Rothosen so ausschieden, erfolgte das Aus 1951 (Dritter hinter Preußen Münster und 1. FC Nürnberg) und 1952 (Dritter hinter 1. FC Saarbrücken und erneut Nürnberg) bereits in der Gruppenphase.
Nach drei Jahren beabsichtigte Rolf Rohrberg dann zu Holstein Kiel zu wechseln, entschied sich nach kurzem Aufenthalt mit Einsätzen in Freundschaftsspielen jedoch für den Eimsbütteler TV, mit dem er drei Jahre in der Oberliga Nord spielte, bis Rohrberg 1955 seine Spielerkarriere beendete.

### Auswahlmannschaft
Seine Qualitäten und vielen Vereinswechsel spiegelten sich auch in Rohrbergs Berufungen in die diversen Auswahlmannschaften wider. So spielte er für die Auswahlteams Berlins, Hamburgs, Pommerns, Niedersachsens, des Norddeutschen Fußball-Verbandes und die Auswahl der Britischen Besatzungszone.

### Erfolge
- Gaumeister Ostpreußen 1940 (mit dem VfB Königsberg)
- Gaumeister Pommern 1941 (mit dem LSV Stettin)
- Gaumeister Berlin-Brandenburg 1944 (mit Hertha BSC)
- Norddeutscher Meister 1950, 1951, 1952 (mit dem Hamburger SV)

## Trainerkarriere
Als Trainer betreute Rohrberg drei Jahre lang seinen ehemaligen Verein Eimsbütteler TV, außerdem den FTSV Komet Blankenese, Grün-Weiß 07, den SC Victoria Hamburg und den TuS Hamburg 1880. Wobei er insbesondere als Trainer von Victoria, die er ab 1963 in der Regionalliga Nord betreute und bei Komet Blankenese auf sich aufmerksam machte, die er als Trainer der sogenannten „Jahrhundert-Elf“ betreute, mit der er 1958 sogar in die zweitklassige Amateurliga Hamburg aufstieg. Den VfL Pinneberg führte er 1973 in die Regionalliga, doch entließ ihn der Verein im Sommer desselben Jahres. Mit dem Eidelstedter SV trainierte er von Oktober 1973 bis Juni 1974 seinen letzten Verein.

## Sonstiges
Parallel zu seiner Spielerkarriere war Rohrberg Lehrer an einer Volksschule. Dem Beamten und Fußball-Amateur wurde 1950 aufgrund einer USA-Reise mit dem HSV außerhalb der Schulferien ein Teil seines Gehalts einbehalten. Rolf Rohrberg wurde auf dem Friedhof Ohlsdorf beigesetzt. Die verwaiste Grabstätte liegt südwestlich von Kapelle 12.